# Skuggstjärnmossa
Skuggstjärnmossa (Mnium hornum) är en bladmossart som beskrevs av Hedwig 1801. Skuggstjärnmossa ingår i släktet stjärnmossor, och familjen Mniaceae. Arten är reproducerande i Sverige. Inga underarter finns listade i Catalogue of Life.

## Bildgalleri

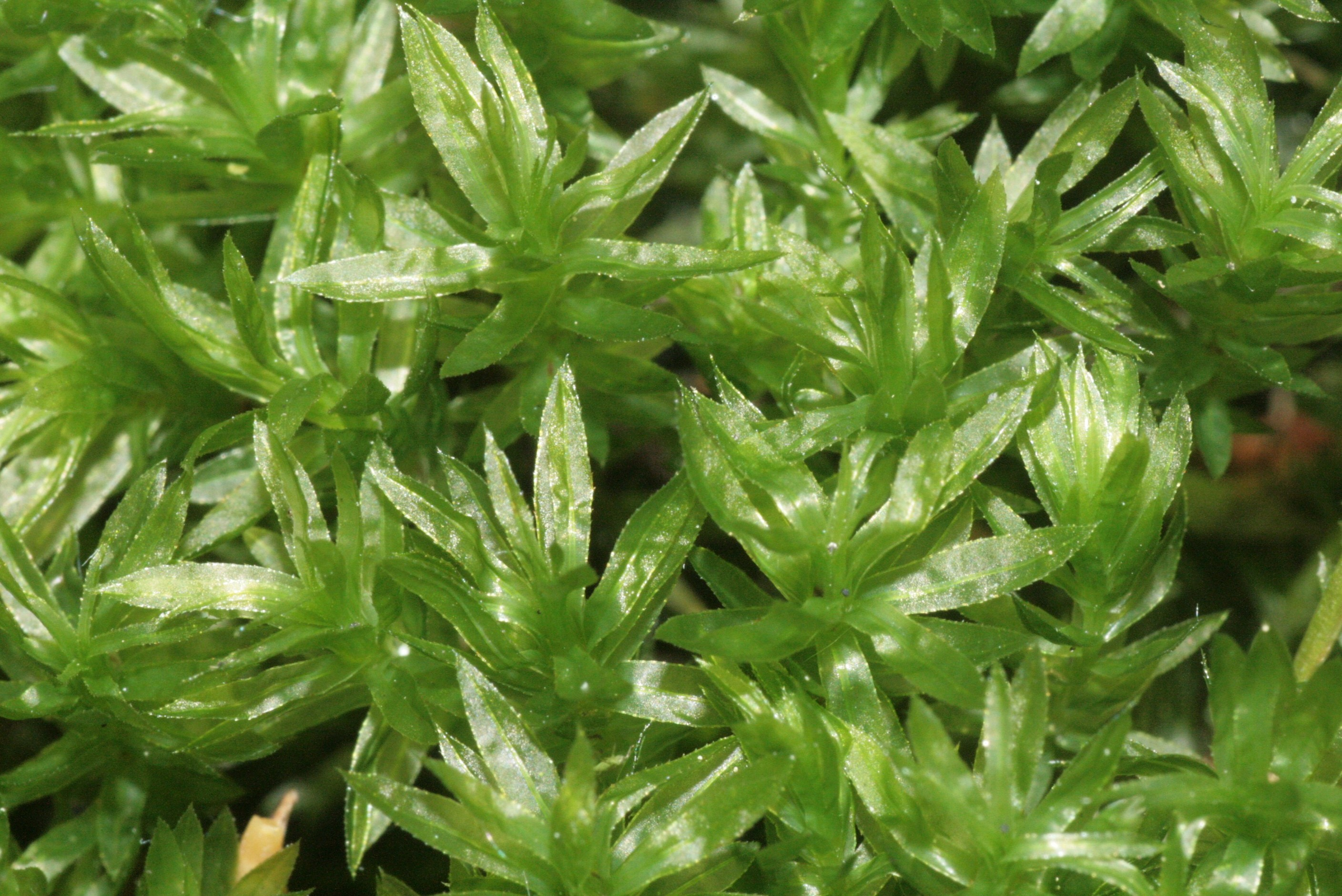
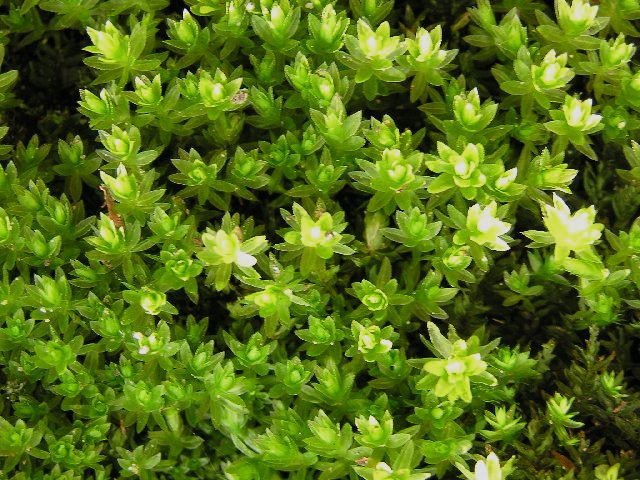
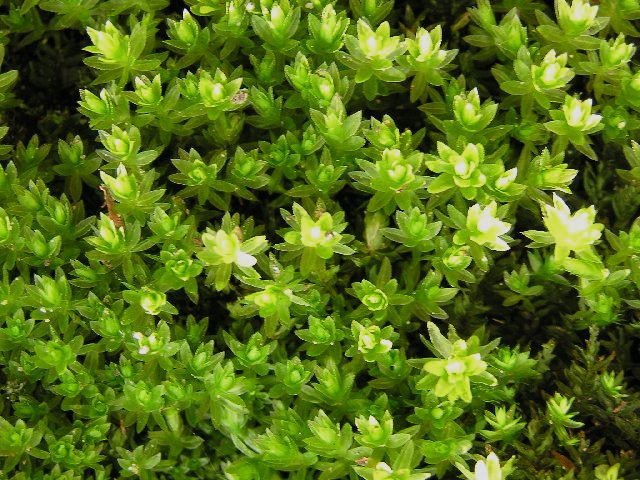
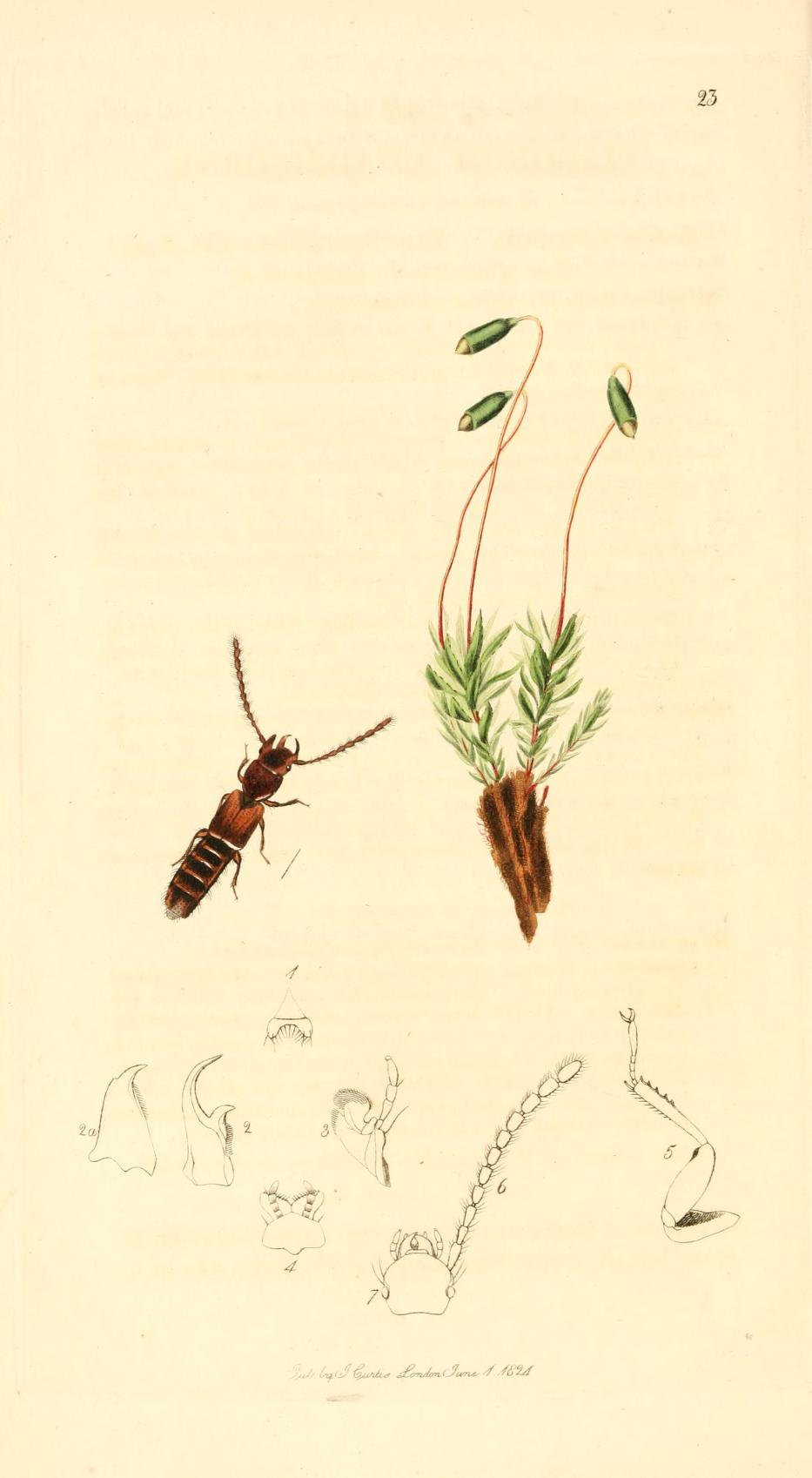